# 孔采什蒂鄉 (特列奧爾曼縣)
43°48′N 25°29′E / 43.800°N 25.483°E
孔采什蒂鄉（羅馬尼亞語：Comuna Conțești, Teleorman），是羅馬尼亞的鄉份，位於該國南部，由特列奧爾曼縣負責管轄，面積46平方公里，海拔高度34米，2007年人口3,650，人口密度每平方公里79人。